# Bolkov
Bolkov (deutsch Wolkau) ist eine Gemeinde mit 52 Einwohnern in Tschechien. Sie liegt neun Kilometer südwestlich von Přeštice und gehört zum Okres Plzeň-jih. Die Katasterfläche beträgt 183 Hektar.

## Geographie
Der Ort befindet sich in 403 m ü. M. im Tal des Biřkovský potok. Nordwestlich davon erhebt sich der 450 m hohe Hügel Hájek.
Nachbarorte sind Otěšice im Norden, Roupov im Osten, Biřkov im Süden, Újezdec im Südwesten sowie Ptenín im Westen.

## Geschichte
Die erste urkundliche Erwähnung von Bolkov erfolgte im Jahre 1379.

## Gemeindegliederung
Für Bolkov sind keine Ortsteile ausgewiesen.

## Sehenswürdigkeiten
- Kapelle